# Еврейская виртуальная библиотека
Еврейская виртуальная библиотека (англ. Jewish Virtual Library, JVL) — онлайновая энциклопедия, издаваемая неправительственной организацией «Американо-израильская объединённая инициатива» («AICE»). Основана в 1993 году и представляет собой подробный интернет-сайт, посвящённый таким темам, как Израиль, еврейский народ, его история и культура.
Директор библиотеки — Митчелл Бард. Материалы библиотеки широко цитируются в СМИ и в академических изданиях.

## История
«Еврейская виртуальная библиотека» (основана в 1993 году) — проект «AICE», беспартийной неправительственной организации, основанной с целью «укрепления отношений между Израилем и США на базе подчёркивания общей базы для взаимовыгодного сотрудничества». Организация «AICE» входит в состав «Israel on Campus Coalition». Её исполнительный директор Митчелл Бард — аналитик, специализирующийся в области американской внешней политики, в частности политики США на Ближнем Востоке, автор книги «The Complete Idiot’s Guide to the Middle East Conflict» и других книг и публикаций.
Первым названием библиотеки сайта было «The Jewish Student Online Research Center» (JSOURCE — Исследовательской онлайн центр еврейских студентов).
Согласно её сайту, сейчас в «Еврейской виртуальной библиотеке» можно найти эксклюзивные материалы по истории и культуре еврейского народа и Израиля, совместным американо-израильским проектам, политике США во время Холокоста и другим им подобным, за счёт того, что её авторы имеют доступ к десяткам таких баз данных, как Библиотека Конгресса, Американско-еврейское историческое общество, Антидиффамационная лига (АДЛ), Центр Симона Визенталя, МИД и канцелярия Премьер-министра Израиля, раввина Йосефа Телушкина и другие.
Библиотека включает более 13 000 статей и 8000 фотографий и карт по истории евреев, Израиля и его взаимоотношений с США, иудаизму, Холокосту и антисемитизму.. В ней можно найти полный текст Танаха.
Отдельный раздел Библиотеки — «Мифы и факты», посвящённый Арабо-израильскому конфликту под редакцией Митчела Барда, доступный на нескольких языках, в том числе и на русском.

## Оценка
Джон Джагер, в статье, опубликованной Ассоциацией академических библиотек США, пишет, что «при первом же её посещении, эта библиотека производит впечатление живой энциклопедии, более, чем что-либо другое». Он отмечает глубину освещения, связности и представления материалов, посвященных различным темам.
Кэрен Эванс (университет штата Индиана) отмечает обширность материалов, представленных на сайте, «их сбалансированность и простоту доступа к ним».
Сайт PBS описывает JVL как всестороннюю еврейскую онлайн библиотеку, описывающую спектр тем от антисемитизма до сионизма, особо отмечая раздел «Vital Statistics» как «исчерпывающий и представляющий возможность для сравнения представленных в нем данных».
Материалы JVL активно цитируются в СМИ, в частности, в CNN, New York Times, BBC, CBS News, Fox News, The Los Angeles Times, USA Today, Business Week и Bloomberg. Она также активно цитируется такими академическими источниками как Пенсильванский университет, Университет штата Мичиган, Вашингтонский университет, Кингс-колледж (Лондон), Делавэрский университет и другими.

## Признание
(по)
JVL отмечена как
- «избранный интернет-источник» — энциклопедией Britannica,
- «Хот сайт» — изданием USA Today,
- Лучший еврейский веб-сайт — Еврейским Агентством,
- «Выдающийся академический источник» — «Study Web», и другими.